# Shazam (アプリケーション)
Shazam(シャザム)は、Appleが保有するアプリケーションソフトウェアである。このアプリケーションは、機器に装備されているマイクを使い、短時間のサンプル音から音楽、映画、広告、テレビ番組を特定することができる。このソフトウェアにはAndroid版、iOS版、macOS版、watchOS版、visionOS版、Windows版が存在する。
このアプリケーションの最初の開発会社であるShazam Entertainment Limitedは、1999年にChris Barton、Philip Inghelbrecht、Avery Wang、Dhiraj Mukherjeeにより設立された。2018年9月24日に、この会社はAppleに4億ドルで買収された。

## 概要
Shazamは、スペクトログラムと呼ばれる時間-周波数グラフに基づいた音響指紋を元に曲を特定する。演奏されている曲の一部を聴き取るために、スマートフォンやパソコンの組み込みマイクを使う。Shazamは音響指紋のカタログをデータベースとして持っている。使用者がある曲を10秒間聞かせることで、このアプリケーションは音響指紋を作成する。Shazamは、取得した音を解析し、数百万曲の音響指紋データベースの中から一致するものを検索することでその機能をはたす。一致するデータが検出された場合には、アーティスト名、曲名、アルバム名などの情報を使用者に送り返す。iTunes、Apple Music、Spotify、YouTube、Groove Musicなどのサービスとの関係づけを組み込むアプリもある。

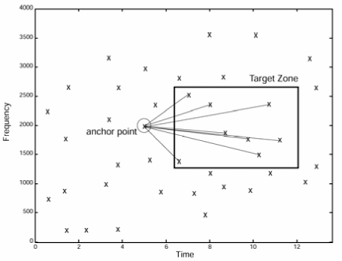
The target zone of a song scanned by Shazam

Shazamは、音響指紋の取得を妨げるほどの背景雑音がなく、かつ、データベースに曲のデータが存在していれば、音源から曲を特定することができる。無償版とともに、Shazam Encoreと呼ばれる有償版もリリースされた。2012年9月に、米国のテレビ視聴者に対し、SNS対応と共に、楽曲、出演者情報、番組情報のリンクを検索するサービスが追加された。
2014年にアプリの作り直しが行われ、機能が追加された。

## 対応機器
Shazamは、Android、iOS (Apple Watchを含む)、BlackBerry OS、Windows Phone上で動作する。Mac版のデスクトップアプリは、自身や近くのPCで再生されている楽曲をバックグラウンドで自動的に認識するように設定することもできる。Appleは、2014年9月にリリースしたiOS 8で、ShazamをSiriの機能に組み込んだ。

## 歴史
この会社は、カリフォルニア大学バークレー校の学生だったBartonとInghelbrecht、それに、Viantというロンドンに本拠地を持つインターネットコンサルティング会社で働いていたMukherjeeにより1999年に設立された。デジタル信号処理の専門家の必要性から、設立チームは、スタンフォード大学でPhDを取得したWangを雇い入れた。設立から17年後の2016年に初めて利益を生んだ。

### 2002–2006: サービス初期
最初、2002年に英国向けに"2580"と呼ばれるサービスを開始した。使用者が携帯電話から2580にダイヤルすることで楽曲を認識させるというものである。30秒後に回線は自動的に切断される。検索した結果の曲名とアーティスト名がテキストメッセージとして使用者の携帯電話に届く。後になって、検索した楽曲をオンラインでダウンロードするためのハイパーリンクをテキストメッセージに追加するサービスも始まった。
Shazamは米国では2004年にAT&Tワイヤレスネットワーク上でサンフランシスコにあった会社Musicphoneと共同で提供が開始された。開始時には無償サービスであったが、AT&Tは将来1回$0.99の使用料をとる可能性を言及していた。
2006年に、1回0.6ポンドもしくは1か月4.5ポンド無制限使用の有料サービスとなった。

### 2006–2017: スマートフォンアプリと拡張
iPhone向けのShazamは、2008年7月10日にAppleのApp Storeのリリースと共に公開された。この無償アプリはiTunesの起動そして楽曲の購入を可能にした。しかし、クラシック楽曲の特定には限界があった。
Android版のShazamも、同年にリリースされた。そして、1年後には、Windows mobileのストアにも登場した。Encore(有償版)は、2009年11月にiPhone版として初めて登場した。
2009年12月までに、Shazamは150か国で350の通信業者を介して1000万回ダウンロードされた。およそ8%の使用者がこのサービスにより特定された楽曲を購入した。この成功は、2009年10月のKleiner Perkins Caufield & Byersによる出資につながった。2011年1月に、AppleはShazamはAppストア上で全期間を通してダウンロード数が4番目に多いアプリであると公表した。一方、ライバルのSoundHoundは最もダウンロード数の多い有償iPadアプリであった。
2012年4月に、Shazamはこのサービスが50億回使われたと公表した。さらに、200か国に2億2500万人のユーザがいることも公表した。1か月後には、ユーザ数は2億5000万人以上、一週間に200万人が使うと公表した。Shazamアプリは現在1か月に1億人以上のアクティブユーザを持ち、5億台以上の携帯機器で使われている。2014年10月に、Shazamの技術は150億曲を検索するのに使われたと発表した。
ShazamアプリはTechlandの2013年ベストアンドロイドアプリ50に選ばれた。
2014年8月に、Shazam(RED)は8月7日が最後のアップデートだと告示した。
2014年9月のAppleiOS 8では、SiriにShazamが組み込まれた。
2013年2月に、音楽配信サービスBeatportとの提携を発表し、同社の電子音楽ライブラリをサービスに追加した。2013年4月3日に、インドのオンライン音楽ストリーミングサービス会社Saavnとの排他的業務提携を発表した。この提携により、100万曲近くのインド語の曲がShazamのデータベースに追加された。2014年7月に、Rdioとの提携を発表、この提携によりShazamアプリ内で検索曲全体を聴くことができるようになる。
Rich Rileyは、2013年4月にCEOとして会社を成長させるためにShazamに加わった。彼はそれ以前はYahoo!で13年働いていた。そして、彼には17年以上の企業家とインターネット経営者としての経験があった。Rileyは当時以下のように語っている。「私はメディアとの連携における我々の優位性を伸ばしてゆくことに期待している。音楽という我々の根源から、タブレットやテレビでのサービスの先頭に立ち、Shazamが人々の周りのものを認識し連携させることを助ける会社であることを確信したい。」。Rileyの先任はAndrew Fisherであった。彼は、2005年に業界連携強化とuserbaseの成長のためにInfospaceからCEOとして加わった。Fisherは、現在はexecutive chairmanである。
Shazamは楽曲に加え、テレビ、広告、映画との連携を発表した。2014年5月に、National CineMedia(NCM)がRegal、AMC、Cinemarkといった映画館で上映される映画の予告編をShazamに組み込むことを発表した。2014年11月に、NCMとShazamは米国の2万以上のスクリーンで流されるNCMの予告編がShazamで検索できることを発表した。
2014年8月に、ShazamはResonateを発表した。Resonateはテレビの視聴者それぞれに興味をもつ広告を送るための販売ツールである。このニュースにはAMC、A&E、Dick Clark Productions、Fuseとの業務提携も含まれていた。
Shazamは近年Sun Broadcast Groupとの提携を発表した。これは、米国の8,000を超えるSun Broadcastのラジオ局のリスナーに対してカスタマイズされたコンテンツを送ることを可能にするという新たなラジオ向けの提供をShazam上で実施するものである。
2016年12月に、ShazamはSnapchatとの提携を発表した。新しい機能が最新のSnapchatの更新版に追加された、それはSnapchatユーザにShazamの楽曲認識機能をカメラの画面を押し続けることで使えるようにするというものである。

### 2017–現在: Appleの子会社
2017年12月に、AppleはShazamを(報道によれば4億ドル-3億ポンドで)買収すると発表した。2018年4月23日に、欧州委員会はこの買収に関して調査中と発表した。欧州委員会は2018年9月6日にこの買収を承認し、同年同月24日に買収は完了した。。

## 出資
2012年9月時点で、Shazamは3200万ドルの資金を調達している。2013年7月には、América Móvilが4000万ドルを非公開株としてShazamに出資した。2014年3月にShazamは更に2000万ドルの新規出資を受け、会社の価値は総額5億ドルにまで上がった。欧州のベンチャーキャピタルであるDN Capitalを含め、会社の初期の後援者は2004年に出資している。

## 特許侵害訴訟
2009年5月に、Tune HunterがShazamを特許侵害で訴えた。この特許アメリカ合衆国特許第 6,941,275号は、楽曲の特定及び携帯機器での購入を含んでいる。Shazamはこの案件を2010年1月に解決した。